# Turistická značená trasa 0356

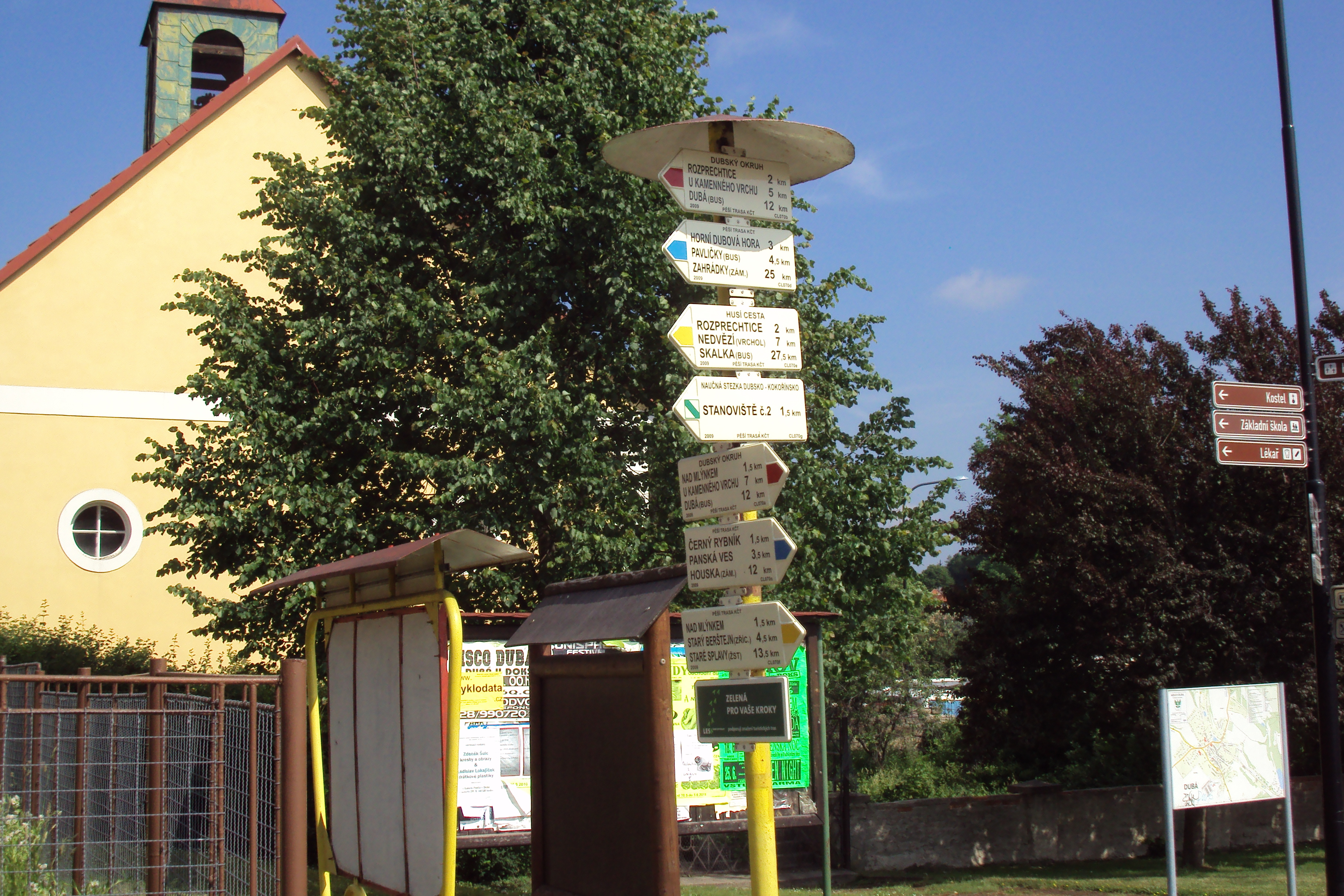
Začátek i konec okruhu v Dubé

Turistická značená trasa 0356 je červeně vyznačený vycházkový okruh KČT kolem městečka Dubá, který spojuje všechny trasy jdoucí z Dubé a umožňuje tak turistům kombinovat své procházky touto jižní částí okresu Česká Lípa. Trasa je 12 dlouhá a byla v některých úsecích přetrasována. 

## Popis trasy

### Původní trasa
Jako většina tras a tamní naučný okruh Dubsko – Kokořínsko začíná červeně vyznačený okruh 0356 na okraji autobusového nádraží v Dubé. Odtud kolem již zaniklé restaurace Slávie nestoupal nahoru k hřbitovu, ale vpravo uličkami města navázal na polní cestou vedoucí až do údolí k samotě Mlejnek (1 km). Pak červená trasa minula kapli sv. Barbory (zde změna, viz kapitola Nová trasa) a přes rekreační domky nad Černým, Nedamovským rybníkem vedla kolem mnoha řopíků pod Červeným vrchem. Poté sestoupila a přetnula silnici z Dubé na Korce a (viz kapitola Nová trasa) širokou alejí byla vytyčena k dvorci Březinka (3,5 km) a dál k silnici s autobusovou zastávkou ČSAD Nedamov. Odtud vystoupala k rozcestí U Kamenného vrchu (nyní přírodní památka Kamenný vrch u Křenova) s pěknými výhledy po kraji. Společně s modrou trasou sestoupila do vesničky Panská Ves (6,5 km). Červená pak Panským dolem sestoupila k Rozprechticím (8 km) a podél potoka Liběchovka (je zde přírodní rezervace Mokřady horní Liběchovky) zavedla turisty do osady Vrabcov (9,5 km). Odtud vedla roklí Pod Vinicí k rozcestí Pod Dubovou horou (10,5 km) a kolem kostela v Dubé se vrátila na svůj počátek, k autobusovému nádraží v Dubé.

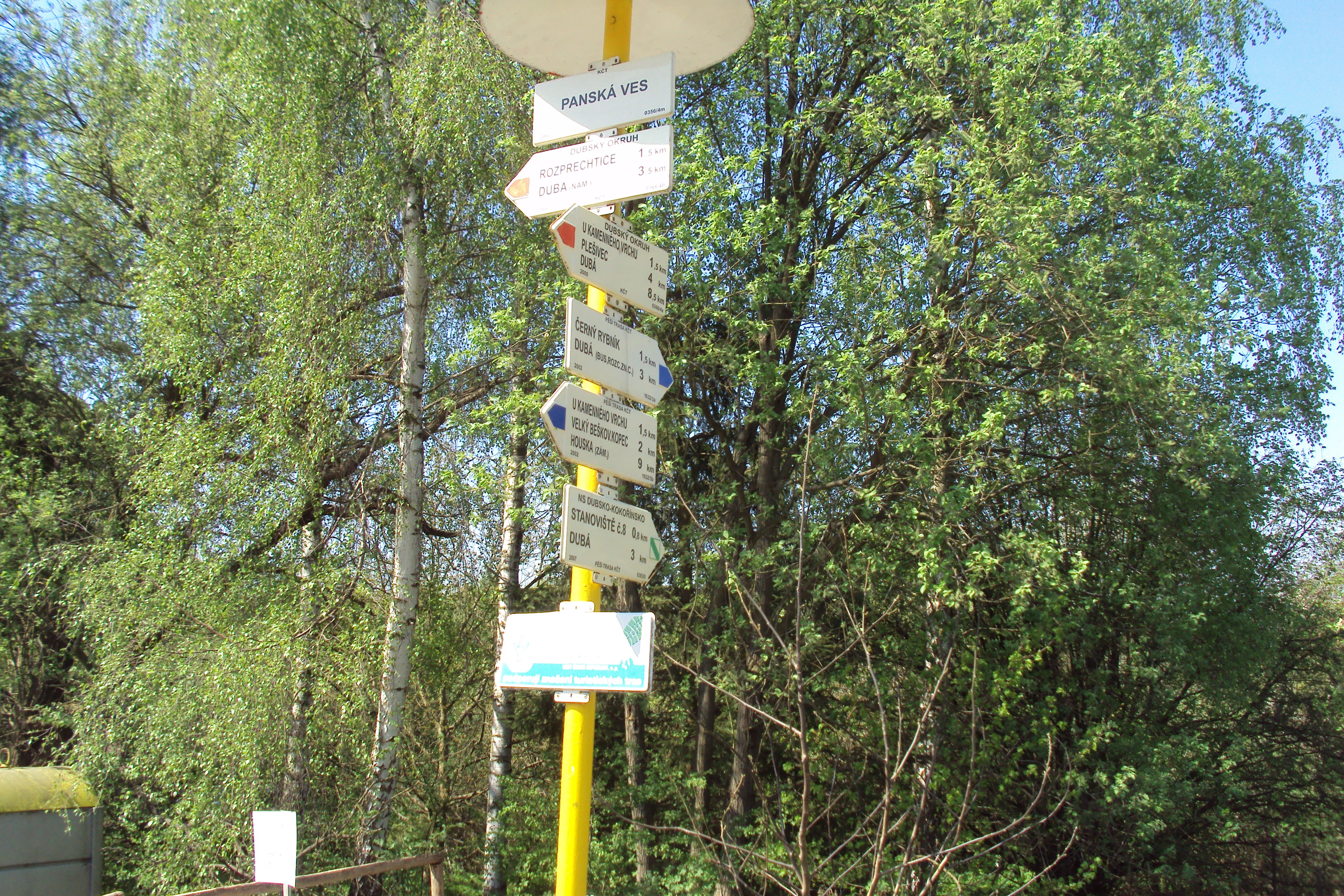
Rozcestník v Panské Vsi

### Nová trasa
Začátek současného okruhu je stejný, ale úsek ke kapli sv. Barbory je nahrazen žlutou trasou, kdežto červená vede nyní k rozcestníku Pod Červeným vrchem jižněji. Další změnou je, že místo cesty k Březince je trasa odkloněna po silnici na východ pod Plešivec, pak se vrací k výše zmíněné autobusové zastávce ČSAD Nedamov. Ostatní části trasy zůstaly stejné. 

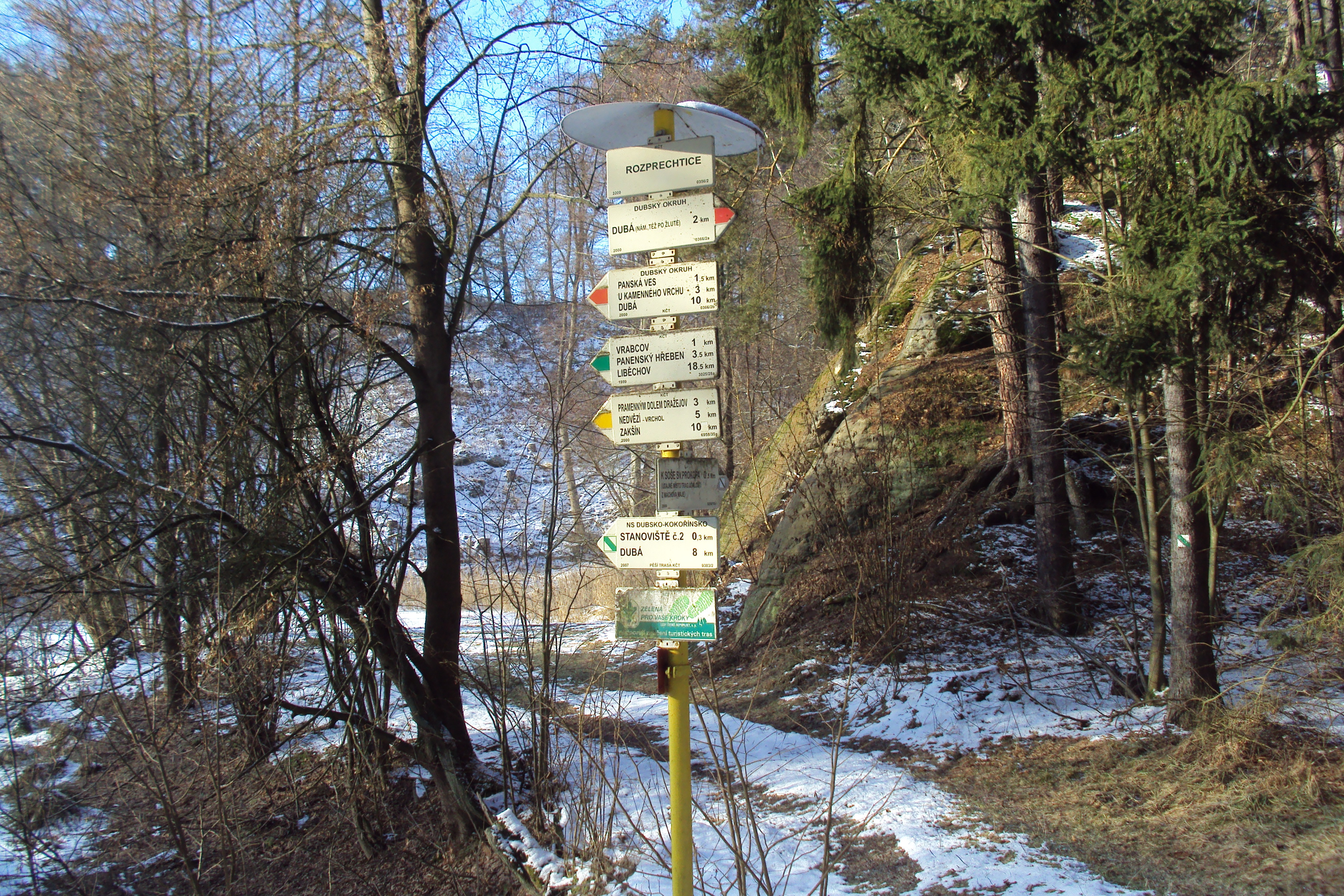
Rozcestník v Rozprechticích

## Zrušená žlutá spojka
Od koupaliště v Nedamově ke dvorci Březinka vedla dříve žlutě vyznačená spojka dlouhá 1,5 km s číselným označením 6999. 

## Značení
Trasa byla vyznačena pásovým značením Klubu českých turistů, na koncích i během trasy směrovkami s vyznačením vzdálenosti v kilometrech. Rozcestníky po trase byly doplněny tabulkou hlavního sponzora značení Lesy České republiky. Starší rozcestníky jsou opatřeny číslem trasy, nové místo něj mají očíslován rozcestník. 

## Veřejná doprava
Oblastí Dubé nevedou žádné železniční tratě. Samotná Dubá je na frekventované trase z Prahy na Českou Lípu a je zde dobré autobusové spojení. Do vesniček na trase je spojení linkami ČSAD Česká Lípa 1-2x denně, pouze v pracovních dnech.

## Souřadnice
- Začátek i konec trasy v Dubé: 50°32′24″ s. š., 14°32′25″ v. d.